# Moltenocupes townrowi
Moltenocupes townrowi is een keversoort uit de familie Cupedidae. De wetenschappelijke naam van de soort is voor het eerst geldig gepubliceerd in 1961 door Zeuner.